# Pueblo duala
El pueblo duala (o douala) son un grupo étnico del Camerún. Habitan principalmente en la región litoral hacia la costa y forman una porción de los sawabantu o «pueblos costeros» de Camerún. Históricamente han desempeñado un papel muy influyente en Camerún debido a su largo contacto con los europeos, su alto nivel de educación y la riqueza obtenida a lo largo de los siglos como traficantes de esclavos y terratenientes.
Los duala están relacionados con varios grupos étnicos (o tribus) del litoral camerunés, con los que comparten un origen tradicional común, así como historias y culturas similares. Estos incluyen a los ewodi, los bodiman, los pongo, los bakole, los bakweri, los bomboko, los isubu, los limba, los mungo y los wovea. Los batanga de la región de Kribi podrían ser añadidos a la lista anterior ya que dicen ser descendientes de Mbedi y reportan algún grado de comprensión mutua entre su propio idioma y el malimba.
Además, la lengua del bakundu (Oroko), aunque normalmente no está clasificada como lengua duala, parece estar estrechamente relacionada con el bakweri (Mokpwe), que es claramente una lengua duala. Por lo tanto, los bakundu también pueden ser considerados un pueblo duala. Los duala han dominado a los otros históricamente, y todos estos otros grupos profesan algún tipo de parentesco con ese pueblo.
Además, muchos otros grupos étnicos costeros como los balong, bakossi, etc. -que están cultural e históricamente más o menos relacionados con los duala- están bajo la influencia ellos, y la mayoría de estas personas hablan en cierta medida su idioma. El duala también es hablado por una gran parte de la gente bassa y bakoko. La palabra «Duala» puede ser usada para referirse al duala «apropiado» o a todo el conjunto de tribus similares a los duala o incluso posiblemente a algunas tribus bassa,bakoko o manenguba «dualizadas».

## Historia

### Primeros asentamientos de la población

Asentamientos duala en el estuario del río Wouri alrededor de 1850.

La primera historia duala, únicamente puede ser conjeturada a partir de las tradiciones orales. Los duala se remontan a un hombre llamado Mbedi, que vivía en una zona llamada Bakota, en lo que hoy es Gabón o la República del Congo. Sus hijos, Ewale y Dibombo, emigraron al norte y llegaron a un lugar llamado Pitti en el río Dibamba. Aquí, los hermanos se separaron. Ewale se trasladó a la desembocadura del Dibamba con sus seguidores y luego al noroeste, a la orilla este del estuario del río Wouri. Mientras tanto, Dibongo y sus compañeros emigraron al sureste hacia el río Sanaga allí se separaron, algunos subiendo río arriba con Dibongo y otros bajando río abajo con un hombre llamado Elimbe. La gente de Ewale se convirtió en los duala, y la de Dibongo en los limba.
Según la tradición duala, los grupos étnicos bakoko y bassa ocupaban el estuario Wouri cuando llegaron los duala. Los duala los condujo tierra adentro, un desplazamiento que probablemente ocurrió a finales del siglo XVII o principios del XVIII.

### Contactos europeos
En 1472, los portugueses llegaron a la costa de Duala por primera vez. Durante las siguientes décadas, los aventureros de toda Europa fueron a descubrir el estuario y los ríos que se ramificaban, y a establecer puestos comerciales. Los dualas ofrecieron marfil, nueces de cola y pimientos a los recién llegados como mercancía, pero los esclavos demostraron ser más lucrativos para los europeos. La mayoría de ellos terminaron como trabajadores forzados en las plantaciones en crecimiento en las islas vecinas de Annobón, Fernando Poo, Príncipe y Santo Tomé. A partir de entonces, los duala tuvieron esclavos durante mucho tiempo y comerciaron con ellos, que vivían en asentamientos separados y practicaban servicios de sirvientes en la agricultura. Los dueños de esclavos podían ofrecer sus esclavos únicamente a otros duala y también eran responsables de pagar las deudas de los esclavos y organizar sus matrimonios. Sin embargo, con los europeos que abastecían un mercado tan hambriento, estas costumbres desaparecieron.
Los duala surgieon en el siglo XVI como los principales comerciantes a lo largo de la costa de Camerún, con los isubu y los limba convirtiéndose en verdaderos competidores. Los primeros comerciantes duala fueron en su mayoría jefes de tribus o de aldeas.

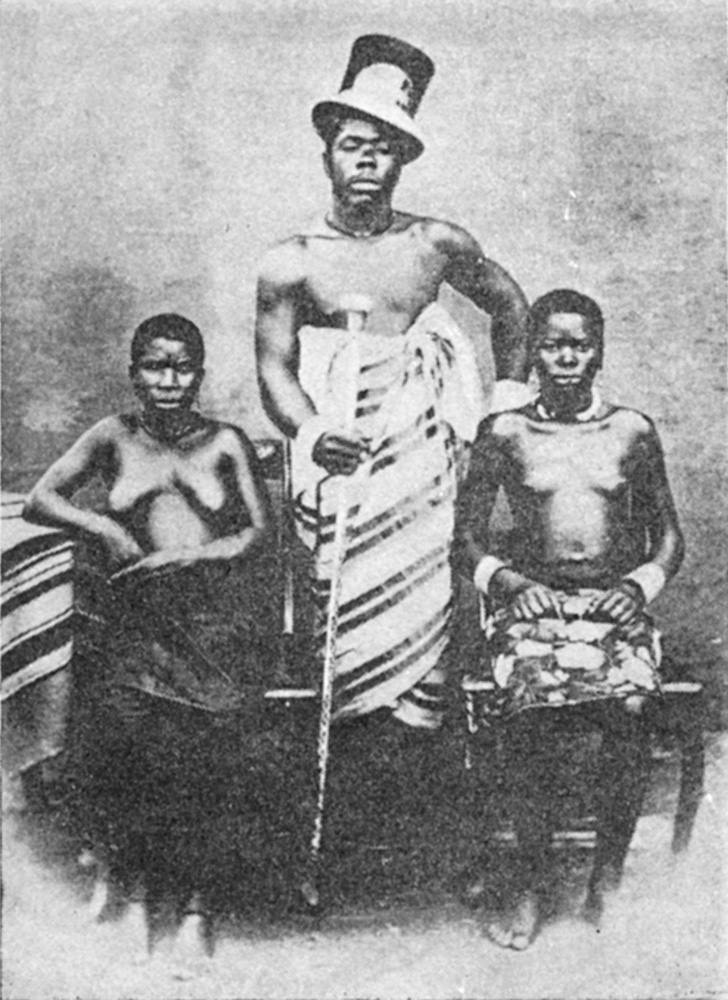
Rey Akwa de Duala, 1875.

A mediados del siglo XIX, alemanes y británicos habían tomado la delantera en el comercio con los duala. Esto fue acompañado por el movimiento abolicionista, y la Corona británica pagó a los comerciantes para que pusieran fin a la esclavitud en el Golfo de Guinea. El 10 de junio de 1840 y el 7 de mayo de 1841, los reyes duala  Akwa y Bell (Ndumb'a Lobe) se convirtieron en los primeros en firmar tratados contra la esclavitud. A cambio, los europeos suministraban anualmente a estos gobernantes textiles, armas, alcohol y otros regalos. Además, gestionaron también las prácticas de la gestión de las reglas duala —que los británicos consideraban bárbara— como el sacrificio de la mujer principal después de la muerte de su esposo. Con todo esto, los británicos también querían dar reglas a los duala de acuerdo con sus propias ideas de civilización. Esto significaba educarlos en el aprendizaje occidental y convertirlos al cristianismo. Alfred Saker abrió una misión en Douala en 1845. Para 1875, surgieron numerosas misiones y escuelas en Duala y otros asentamientos.
En respuesta a las amenazas de los comerciantes extranjeros, los británicos presionaron a los reyes de duala para solicitar la anexión británica. En 1879, el rey Akwa envió tal pedido; el rey Bell hizo lo mismo en 1881 —algunos historiadores, sin embargo, creen que estos documentos fueron falsificados—. Cuando el rey Pass All de Limba cedió sus territorios a los franceses, los comerciantes británicos llamaron la atención sobre la urgencia de la conquista de la Corona del territorio de duala. En julio de 1884, el explorador alemán Gustav Nachtigal firmó tratados de cesación de tierras con los reyes Akwa, Bell y Deido. Los británicos llegaron demasiado tarde, y el 28 de marzo de 1885, el área fue cedida por la reina Victoria al imperio alemán.

### Administración alemana

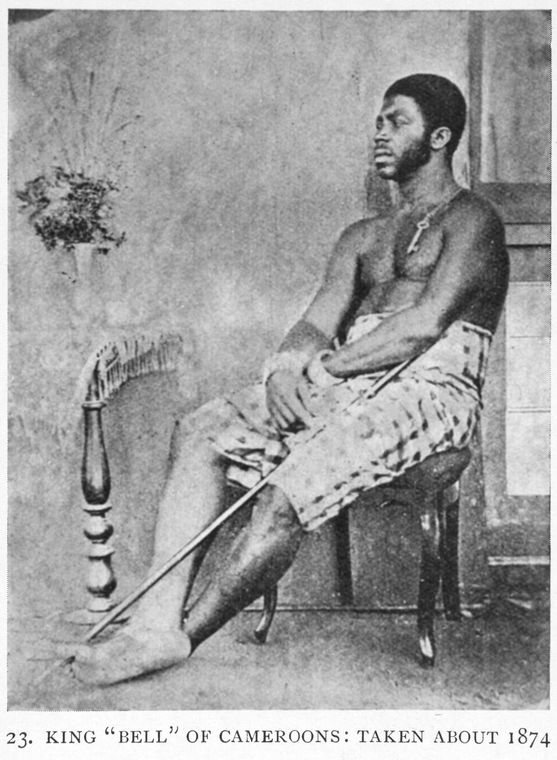
Rey Bell en 1874.

La oposición al dominio alemán siguió a la anexión. El príncipe Lock Priso seguía favoreciendo a los británicos y organizó una rebelión en diciembre de 1884. Por esa misma época, el rey Bell se enfrentó a su propio pueblo, que se oponía en gran medida al dominio alemán. Bell luego se encontró con los otros jefes de Duala en la Guerra de Duala, que se realizó por el asesinato de un Bonaberi Duala y la supuesta negativa de Bell de compartir sus ganancias con las otras tribus reales. Alemania detuvo el conflicto cuando uno de sus ciudadanos fue asesinado. Bell sobrevivió, pero su poder había disminuido significativamente. Al darse cuenta de que los duala nunca volverían a seguir la regla de un único rey, los alemanes en cambio jugaron contra los competidores. Apoyaron al rey Bell más débil para contrarrestar al poderoso rey Akwa.

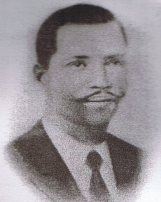
Rudolf Duala Manga Bell, fue ahorcado por alta traición el 8 de agosto de 1914.

Los alemanes inicialmente gobernaron desde Duala, que llamaron Kamerunstadt, pero trasladaron su capital al asentamiento de Buea en Bakweri en 1901. Años de contacto con occidentales y un alto nivel de alfabetización habían permitido que emergiera una clase alta alfabetizada de empleados, granjeros y comerciantes. Esta clase estaba familiarizada con la ley y las convenciones europeas, lo que les permitió presionar al gobierno colonial alemán con peticiones, procedimientos legales y grupos de intereses especiales para oponerse a políticas impopulares o injustas.
Una serie de estos comenzó en 1910, cuando la administración alemana inició un nuevo impuesto de votación, intentó apoderarse de tierras en el municipio de Douala, y luego trató de expulsar a la población nativa de la ciudad por completo. El sucesor del rey Bell, el rey Rudolf Duala Manga Bell, intentó unir resistencia enviando emisarios a visitar a los líderes de los grupos de islas. Njoya Ibrahima del reino bamum alertó a los alemanes, y Bell y sus colaboradores fueron ejecutados en 1914 por alta traición.

### Administraciones británica y francesa
En 1918, Alemania perdió la Primera Guerra Mundial, y sus colonias se convirtieron en mandatos de la Liga de las Naciones. Francia se convirtió en el nuevo administrador de los territorios duala.
Los duala continuaron prosperando. Aunque los franceses habían despojado en gran medida a sus reyes del poder, casi la mitad de los 15-20 000 miembros del grupo étnico eran comerciantes importantes, administradores de plantaciones o propietarios, jefes o empleados de la administración pública en la década de 1930. El resto de la gente eran pescadores y granjeros. En la década de 1940, muchos dualas habían alcanzado prominencia como constructores, también, prestando servicios a las ciudades en crecimiento de Duala y Victoria.
Los nuevos colonos mantuvieron las políticas alemanas de expulsar a los gobernantes que no cooperaban y obligaron a los trabajadores a laborar en las plantaciones. Sin embargo, las personas podían optar por pagar una multa para evitar la mano de obra, lo que llevó a una escasez de trabajadores de las zonas más ricas. De este modo, los franceses alentaron a la gente del interior a trasladarse a la costa y trabajar en las plantaciones —asentadas lejos de la influencia de los jefes duala—. Estos inmigrantes eran principalmente de Bamileke. Los recién llegados crecieron numérica y económicamente dominantes con el tiempo, lo que llevó a tensiones étnicas con los indígenas. A principios de la década de 1930, los duala eran una minoría en la ciudad que llevaba su nombre.
El 19 de diciembre de 1929, cuatro jefes primordiales enviaron una petición a la Liga de las Naciones solicitando la independencia de Camerún. Sin embargo, su mayor preocupación era el regreso de las tierras incautadas de los duala. Este problema de tierras duala llegó a un punto crítico en 1925 cuando los franceses vendieron tierras en la meseta de Joss que los alemanes se habían apropiado. En respuesta a la presión del clan Bell, los franceses ofrecieron otro territorio en compensación. Los Bell inicialmente se negaron, pero la Gran Depresión finalmente los impulsó a aceptar el compromiso francés. Los Bell obtuvieron tierras en el distrito de Bali, y los franceses prometieron no tomar ninguna de las propiedades de los clanes de Akwa o Deido.
A fines de la década de 1930, Alexandre Duala Manga Bell se había convertido en el líder no oficial de la propia Duala. En 1937, los franceses expulsaron a los duala de la ciudad de Akwa (un área de Duala), aunque les permitieron mantener la propiedad de la tierra. Durante la Segunda Guerra Mundial, los franceses y británicos mostraron favoritismo hacia las plantaciones de propiedad de blancos, y muchas granjas duala dejaron de ser rentables. Mientras tanto, otros grupos étnicos cameruneses habían alcanzado el liderazgo de duala en educación y occidentalización.
Reyes cameruneses unidos. El rey Bell y su afiliado rey Ekandjoum Joseph resistieron la colonización alemana.
Al final de la guerra, las Naciones Unidas pusieron en marcha la descolonización de África. Los dualas siguieron siendo importantes en este proceso. Por ejemplo, muchos dualas apoyaron el partido independentista Unión de los Pueblos del Camerún (UPC) cuando se formó por primera vez. Otros partidos que tuvieron fundadores dualas o un respaldo significativo, incluyen el Bloc Démocratique Camerounais (BDC) y Action Nationale (AN).

## Geografía

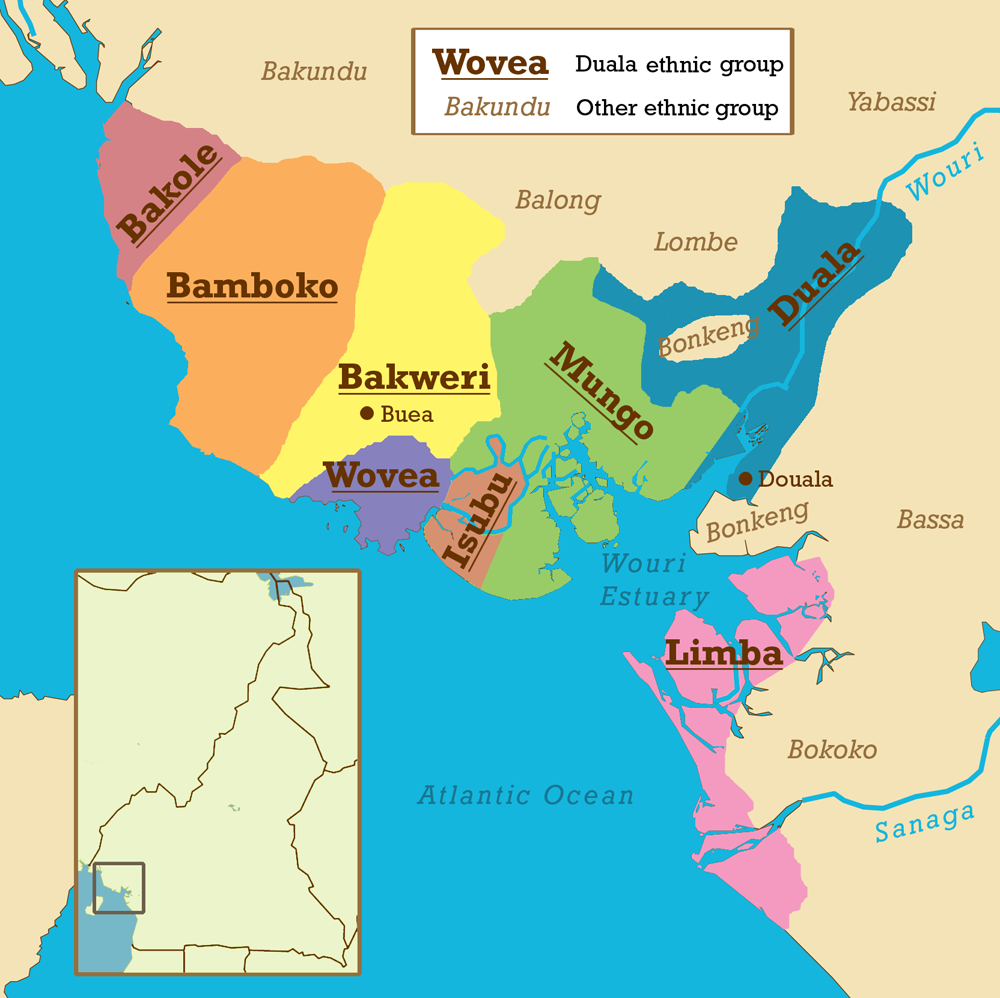
Mapa que muestra la ubicación de los diversos grupos étnicos duala de Camerún.

Los duala se concentran principalmente en la provincia litoral de Camerún en los departamentos de Moungo, Nkam y Wouri. Sus asentamientos se encuentran principalmente a lo largo de la costa o solo tierra adentro. El estuario de Wouri, donde se vacían los ríos Wouri, Mungo y Dibamba, forma el centro del país de Duala. Duala es su capital tradicional, y muchos dualas viven en la ciudad y sus alrededores, aunque hoy ha llegado a reflejar la diversidad de Camerún en su conjunto.

## Cultura
Los duala de hoy se dividen en urbanos y rurales. Aquellos que viven en las ciudades, particularmente en Duala, se ganan la vida en varias profesiones calificadas y no calificadas. Muchos todavía poseen partes de la ciudad, lo que les permite vivir de los alquileres y el desarrollo. La duala rural, en cambio, trabaja como pescadores y agricultores, principalmente en el nivel de subsistencia. La pesca es el oficio de elección.

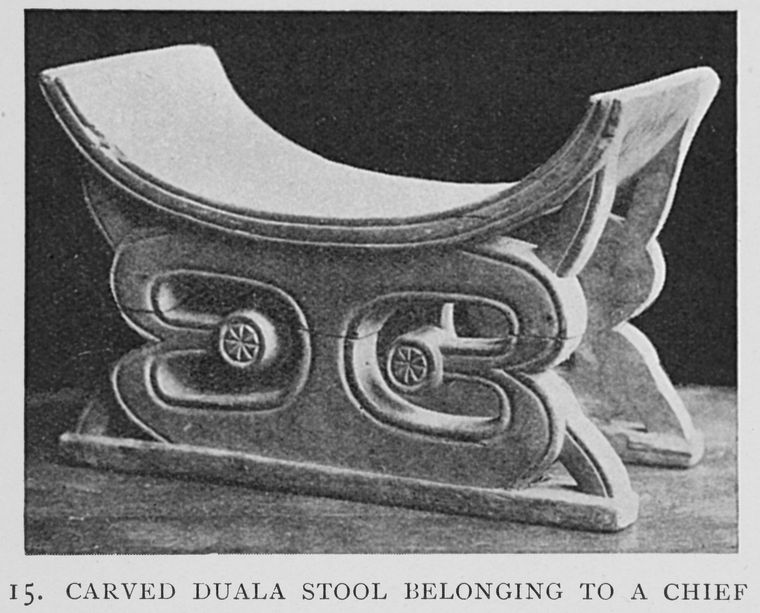
Taburete de jefe duala..

La sociedad tradicional duala se dividió en tres estratos. En la parte superior se encontraban los wonja, nativos de Duala, con plenos derechos de propiedad de la tierra. El siguiente nivel consistía en los wajili, ya sea pueblos no duala o descendientes de esclavos. Finalmente, los wakomi, o esclavos, formaron el peldaño inferior. Los jefes se sentaron en el pináculo de esta jerarquía en el pasado, aunque hoy tales figuras tienen muy poco poder por derecho propio. En cambio, tales individuos tienen más probabilidades de poseer propiedades y de haber heredado la riqueza. Los consejos de ancianos y las sociedades secretas permiten a las comunidades decidir cuestiones importantes.

### Idioma
El idioma duala es miembro del grupo de lenguas bantúes estrechamente relacionado con otros idiomas duala, un continuo dialectal que incluye el malimba. El duala es parte de la familia de Lenguas nigerocongolesas. Se usa como lengua franca, debido en gran parte a la difusión de la lengua por los primeros misioneros. Esto es particularmente cierto entre los vecinos wovea, muchos de los cuales hablan duala en lugar de su lengua materna, y los isubu, muchos de los cuales son bilingües en duala.
Además, las personas que asistieron a la escuela o vivieron en un centro urbano generalmente hablan francés, aunque el inglés y el alemán fueron más comunes en los períodos históricos. La tasa de alfabetización es relativamente alta entre los duala, aunque esto es para leer y escribir idiomas europeos.
Al menos hasta el período alemán, los hombres de duala usaron una especie de «lenguaje de tambor», aprovechando mensajes codificados para comunicar noticias a largas distancias.

### Patrones de matrimonio y parentesco
La herencia duala es patrilineal; tras la muerte del padre, su propiedad se divide entre sus herederos varones. Los duala han practicado tradicionalmente la poligamia, aunque con la introducción del cristianismo, esta costumbre se ha vuelto más rara.

### Religión
Los duala se han cristianizado principalmente desde la década de 1930. Dominan las denominaciones evangélicas, particularmente la iglesia bautista. Sin embargo, los restos de un culto a los antepasados precristianos persisten. Como podría esperarse para los pueblos costeros, el mar también juega un papel importante en esta fe. Por ejemplo, la creencia duala sostiene que sus antepasados viven en el mar. En esta cosmovisión, los espíritus de agua semihumanos conocidos como Miengu (singular: Jengu) viven en las aguas y median entre los fieles y Dios. Los festivales tradicionales que se celebran cada año sirven como la expresión más visible de estas creencias tradicionales en los tiempos modernos.

### Deportes

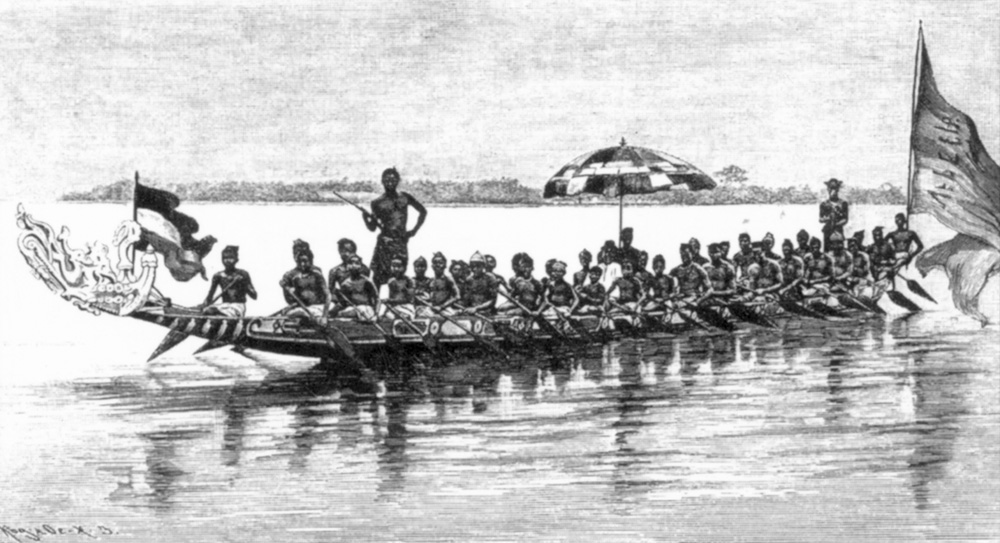
Canoa de guerra duala, 1884.

Las carreras de piraguas han sido tradicionalmente el deporte más importante entre los duala. El deporte alcanzó su apogeo durante el período colonial alemán, cuando los organizadores realizaron carreras anualmente el 27 de enero —el cumpleaños del Kaiser—. Bajo los franceses, se convirtieron en semestrales, ocurriendo el 14 de julio —Día de la Bastilla— y el 11 de noviembre —Día del Armisticio—. Una piragua de carreras típica duala tiene 20–28 metros de largo sin quilla y un arco tallado con diseños intrincados. Un equipo de 40-50 piragüistas, en su mayoría hombres que se ganan la vida como pescadores, van en cada barco. En el pasado, los adivinos usaban los resultados de estas razas para predecir el futuro, pero hoy preside un sacerdote cristiano. Hasta finales de la década de 1930, una familia en la isla Jebale afirmó que podía convocar a los espíritus de agua de Miengu para ayudar a los participantes favorecidos.
A partir de la década de 1930, el fútbol ha crecido para eclipsar a otros deportes en popularidad.

## Instituciones
Las asambleas, las sociedades secretas y otros grupos juegan un papel importante en mantener unida al pueblo duala, ayudándoles a establecer metas y dándoles un lugar para encontrar soluciones a problemas comunes. El principal de ellos es el Ngondo, una asamblea de jefes importantes. Otro de estos es la Muemba (plural: miemba), una agrupación de todos los duala de un cierto rango de edad o clan tribal. Los miembros sirven para que sus miembros se conecten y socialicen. Otras sociedades secretas incluyen Ekongolo, Jengu, Losango y Munji.